# Kościół Matki Bożej Częstochowskiej w Cybince
Kościół pw. Matki Bożej Częstochowskiej w Cybince – rzymskokatolicki kościół parafialny w mieście Cybinka, w powiecie słubickim, w województwie lubuskim. Należy do dekanatu Rzepin diecezji zielonogórsko-gorzowskiej. Mieści się przy ulicy Fryderyka Chopina.

## Historia
Świątynia została zbudowana w stylu klasycystycznym w latach 1784-1786, przebudowana i przedłużona w stronę wschodnią w 1866 roku. Do 1945 roku był to kościół protestancki pod wezwaniem Znalezienia Krzyża Świętego. 2 września 1945 roku w kościele został zamontowany obraz Matki Bożej Częstochowskiej przez pierwszego proboszcza.

## Architektura
Jest to budowla wzniesiona na planie wydłużonego prostokąta z kwadratową wieżą od strony zachodniej, z zakrystią od strony północnej, i kruchtą od strony południowej. Bryła świątyni jest zamknięta dachem dwuspadowym, pokrytym ceramiczną dachówką karpiówką. Wieża jest zakończona hełmem z latarnią. Mury świątyni są tynkowane, wieloosiowe z dwoma poziomami okien.